# ماري ك. بريان
ماري ك. بريان (بالإنجليزية: Mary K. Bryan)‏ هي عالمة نبات أمريكية، ولدت في 13 فبراير 1877 في ماريلند في الولايات المتحدة، وتوفيت في 1926 في مسكيغون في الولايات المتحدة.